# Shiro Games
Shiro Games — французский разработчик компьютерных игр, штаб-квартира которого находится в Бордо, Франция. Студия основана в 2012 году, основатели студии Себастьян Видалем и Николя Каннассе. Эти разработчики создали такие игры как Evoland и Dune: Spice Wars.

## История компании
В 2013 году Shiro Games объявила о разработке игры под названием Until Dark, которую они описали как «кооперативную игру-исследование» в обширном и загадочном мире. Однако в 2014 году компания сообщила на официальном сайте игры, что приостановила разработку из-за неудовлетворённости текущим дизайном и планирует вернуться к проекту, когда это станет возможным.
В 2023 году Shiro запустила издательский бренд для сторонних разработчиков под названием Shiro Unlimited. В октябре 2022 года компания получила инвестиции в размере 50 миллионов евро от международной инвестиционной компания Cathay Capital.

## Игры

### Evoland
Игра Evoland была изначально задумана как проект для 24-го конкурса Ludum Dare в 2012 году. Так как темой того года была «эволюция», Себастьян Видаль и Николя Каннассе решили, что игровой процесс будет меняться по мере прохождения, отражая эволюцию и историю видеоигр в жанре RPG. Благодаря этой концепции игра была признана победителем 24-го Ludum Dare.
На следующий год расширенная версия Evoland была выпущена для ПК через цифровую платформу Steam. Она добавила больше времени для прохождения и новых боссов. На сайте Metacritic игра получила оценку 61 из 100 на основе отзывов 27 критиков, что соответствует категории «смешанные или средние отзывы». Издание Destructoid оценило игру на 7,5 из 10, написав: «Крепкая игра, которая определённо найдёт свою аудиторию. Возможно, ей не хватает реиграбельности, она может быть слишком короткой или имеет заметные недостатки, но сам игровой опыт доставляет удовольствие».

### Evoland 2
В 2014 году Shiro Games объявила, что работает над сиквелом игры Evoland, который получил название Evoland 2: A Slight Case of Spacetime Continuum Disorder. Игра сохранила игровой процесс и формат первой части, но добавила более сложную сюжетную линию, новые формы геймплея и менее линейное прохождение по сравнению с предшественницей.
Релиз игры состоялся 25 августа 2015 года.

### Northgard
Вдохновлённая скандинавская мифологией, Northgard это стратегия в реальном времени, где клан викингов стремится завоевать дикий континент. Игра впервые вышла на Windows 7 марта 2018 года. Консольные версии появились позже: для Xbox One игра вышла 24 сентября 2019 года, Nintendo Switch игра вышла 26 сентября 2019 года, и PlayStation 4 игра вышла 3 октября 2019 года. Мобильные версии были выпущены для устройств на iOS 13 апреля 2021 года и для Android 23 августа 2021 года.

### Darksburg
В 2018 году на выставке Gamescom компания Shiro Games анонсировала разработку Darksburg кооперативной игры на выживание в фэнтезийном средневековом сеттинге. Ранний доступ к игре был выпущен в феврале 2020 года.

### Wartales
Wartales это ролевое приключение в открытом мире, действие которого происходит в средневековье, с пошаговыми боями, в котором игрок управляет группой наёмников. Игра была анонсирована на E3 2021 и представлена на мероприятии PC Gaming Show. Ранний доступ был выпущен 1 декабря 2021 года, а полноценный релиз состоялся 12 апреля 2023 года. Игра изначально была доступна только для Microsoft Windows, однако версия для Nintendo Switch была выпущена 14 сентября 2023 года, а версия для Xbox Series X/S 31 октября 2023 года. К февралю 2022 года (через два месяца после выпуска раннего доступа) Wartales продала 100 000 копий. В ноябре 2024 года разработчики объявили, что игра Wartales была продана 1 миллионом копий.

### Dune: Spice Wars
В конце 2021 года, вскоре после релиза экранизации Дюны Дениса Вильнева, Shiro Games анонсировала, что работает над стратегией в реальном времени в жанре 4X, основанной на вселенной Дюны. Ранний доступ был выпущен 1 декабря 2021 года. Игра, разработанная Shiro Games и изданная Funcom, была выпущена в ранний доступ на платформе Steam 26 апреля 2022 года, а её полный релиз состоялся 14 сентября 2023 года.